# أندريا مولر
أندريا مولر (بالألمانية: Andrea Müller) هي منافسة ألعاب القوى ألمانية، ولدت في 29 يونيو 1974 في تسفايبروكن في ألمانيا.

## وصلات خارجية
- أندريا مولر على موقع الاتحاد الدولي لألعاب القوى (الإنجليزية)
- أندريا مولر على موقع الاتحاد الأوروبي لألعاب القوى (الإنجليزية)